# Fossar de les Moreres
Il Fossar de les Moreres (in catalano "Tomba dei Gelsi") è una piazza di Barcellona, costruita sul vecchio cimitero appartenente all'adiacente basilica di Santa Maria del Mar nel quale erano stati sepolti i difensori della città durante l'assedio di Barcellona alla fine della guerra di successione spagnola.

## Storia
Le origini del Fossar de les Moreres risalgono al XII secolo, quando il parroco di Santa María del Mar, bisognoso di un posto per seppellire i suoi fedeli, chiese al potente Bernat Marcús la donazione di terreno adiacente alla chiesa. Marcús concesse il sito a condizione che si sarebbe dovuto seppellire almeno un parrocchiano entro quindici giorni. Alla scadenza del termine, non essendo avvenuta alcuna sepoltura, Marcús si recò in chiesa per annullare la donazione ma, appena arrivato sotto i gelsi che ornavano la piazza, un improvviso infarto pose fine alla sua vita rendendolo il primo ad essere sepolto nel cimitero.
Alla fine degli anni '80 la piazza venne urbanizzata e diverse case a un piano costruite sopra il cimitero, alcune delle quali annesse alla chiesa di Santa María del Mar, vennero demolite. Venne rimossa anche la passerella sopraelevata che collegava la chiesa con l'edificio del Capitanato e progettato un muro di granito rosso tra la piazza stessa e Calle de Santa María, lungo 30 metri e su cui venne inciso un verso di Pitarra dedicato ai caduti del 1714. Per la pavimentazione della piazza vennero scelti dei mattoni rossi, simbolo del sangue versato nel luogo, e gli alberi di gelso vennero posti in un angolo.
La piazza è stata inaugurata l'11 settembre 1989 dal sindaco di Barcellona, Pasqual Maragall, ed è un importante spazio commemorativo durante la Diada Nacional de Catalunya.